# Sakoi
Sakoi (en birmà Sagtve) és un estat dels Estats Shan dins l'estat Shan de Myanmar. Té uns 165 km². La capital és Sakoi, petita ciutat propera a la frontera amb el país karenni (Estat Kayah) a la riba del riu Pilu, al final de la vall de Nam Pilu, amb només 175 habitants el 1901. Té a l'est l'estat de Hsatung, al nord el de Samkha, i al sud l'estat Kayah de Myanmar. És un estat pobre amb cultius de subsistència. La població està formada per shan (75%), taungthu (20%) i karen i el 1901 era de 1.387 habitants repartits en 27 pobles. Pagava un tribut de 500 rupies. El principat va formar part de la Confederació d'estats Shan contra els britànics del 1886. El 1887 el príncep va acceptar el protectorat britànic. El 1959 va abdicar com la resta de prínceps del país shan i els principats esdevingueren repúbliques poc favorables a mantenir la unió amb Birmània.